# Vanino (Russia)
Vanino (in russo Ванино?) è un insediamento di tipo urbano della Russia, situato nel Territorio di Chabarovsk. È il centro amministrativo del distretto Vaninskij.

## Geografia
La località si trova sulla costa continentale dello stretto dei Tartari del mar del Giappone, 370 km a nord-est di Chabarovsk e 32 km a nord della città di Sovetskaja Gavan'.